# Roger Clark
Roger Clark (Nova Jersey, 14 de julho de 1978) é um ator norte-americano. Ele é mais conhecido por interpretar o personagem Arthur Morgan no jogo eletrônico Red Dead Redemption 2, lançado em 2018.

## Início da vida
Roger Clark nasceu em Nova Jersey em 14 de julho de 1978, filho de uma mãe irlandesa e de um pai irlando-americano. A família passava cada verão de férias na cidade natal de sua mãe, Sligo, na Irlanda. Quando ele tinha 12 anos, sua família se mudou definitivamente para Sligo, onde ele mais tarde concluiu seu Leaving Certificate, que, na Irlanda, é necessário para ingressar em uma faculdade ou universidade. Mais tarde, ele se mudou para o País de Gales para estudar teatro e mídia na Universidade de Glamorgan. Após morar e trabalhar em Londres por alguns anos, ele se mudou para a cidade de Nova Iorque no início dos anos 2010.

## Carreira
Roger Clark forneceu a captura de movimento e voz para Arthur Morgan, o protagonista do jogo eletrônico Red Dead Redemption 2, de 2018. Sua atuação lhe rendeu inúmeros prêmios e indicações. Ele também possui uma carreira bem-sucedida nos palcos e já narrou mais de 50 audiolivros.

## Vida pessoal
Roger Clark possui dupla cidadania, americana e irlandesa. Ele se casou com sua esposa, Molly, em 25 de abril de 2014. Eles têm dois filhos, Colin e Ruari. Colin, nascido em 18 de fevereiro de 2013, é autista.

## Filmografia

### Filmes
| Ano  | Título                    | Personagem      | Notas                    |
| ---- | ------------------------- | --------------- | ------------------------ |
| 2009 | Max & Helena              | Narrador        | Curta-metragem           |
| 2013 | Good                      | Narrador        | Curta-metragem           |
| 2013 | The Pervenche Game        | Narrador        | Curta-metragem           |
| 2014 | A Midsummer Night's Dream | Duke Theseus    |                          |
| 2016 | A Writer's Retreat        | Randolph Blythe | Curta-metragem           |
| 2017 | Float                     | Roger           | Curta-metragem           |
| 2018 | Happy Birthday to Me      | The Boss        | Curta-metragem           |
| 2019 | Rawmouth                  | Guarda #1       | Curta-metragem           |
| 2022 | Hazardous                 | Roger           | Curta-metragem; produtor |
| 2022 | Bunker                    | Cpl. Miller     |                          |
| 2023 | A Death To Die For        | Brian McNeely   | Curta-metragem; produtor |

### Televisão
| Ano  | Título                      | Personagem                 | Notas                           |
| ---- | --------------------------- | -------------------------- | ------------------------------- |
| 2005 | I Shouldn't Be Alive        | Brad                       | Episódio: "Shark Survivor"      |
| 2006 | Perfect Disaster            | Chuck Brewer               | Episódio: "Super Typhoon"       |
| 2007 | The Wild West               | Captain Weir               | Episódio: "Custer's Last Stand" |
| 2011 | Thor & Loki: Blood Brothers | Vários personagens (vozes) | Voz 2 episódios                 |
| 2013 | Zero Hour                   | Patron                     | Episódio: "Chain"               |

### Jogos eletrônicos
| Ano  | Título                     | Personagem                           | Notas                      |
| ---- | -------------------------- | ------------------------------------ | -------------------------- |
| 2009 | Shellshock 2: Blood Trails | Sgt. Jack Griffin Zumbis             | Voz                        |
| 2014 | Smite                      | Dreamweaver Ganesha                  | Voz                        |
| 2018 | Red Dead Redemption 2      | Arthur Morgan                        | Voz e captura de movimento |
| 2021 | Back 4 Blood               | Elenco adicional                     | Voz                        |
| 2022 | Tactics Ogre: Reborn       | Vozes adicionais                     | Voz; versão em inglês      |
| 2023 | Fort Solis                 | Jack Leary                           | Voz e captura de movimento |
| 2023 | Rosewater                  | Phillip Boylan / Timothy King / Thug | Voz                        |

## Prêmios e indicações
| Ano  | Premiação                    | Categoria                 | Obra                  | Resultado |
| ---- | ---------------------------- | ------------------------- | --------------------- | --------- |
| 2018 | The Game Awards 2018         | Melhor Performance        | Red Dead Redemption 2 | Venceu    |
| 2019 | New York Game Awards         | Melhor Atuação em um Jogo | Red Dead Redemption 2 | Indicado  |
| 2019 | NAVGTR Awards                | Performance em um Drama   | Red Dead Redemption 2 | Indicado  |
| 2019 | British Academy Games Awards | Performance               | Red Dead Redemption 2 | Indicado  |